# 李景 (上将)
李景（1930年3月—2022年12月30日），山东滕州人，曾任副总参谋长，海军航空兵部司令员，上将军衔。中共第十四届中央委员，第七届全国人大代表，第九届全国政协常务委员、第九届全国政协外事委员会副主任。现为：中国葡萄牙友好协会会长、中国对外友协理事会理事、国际战略学会高级顾问、墨子学会名誉会长。

## 生平
1930年3月，李景出生在山东省滕县（今滕州市）洪绪镇前洪村。1946年16岁时参加中国人民解放军。1949年9月加入中国共产党。
1955年被授予空军校官军衔。1956年转海军航空兵任团长、师长，文化大革命中出任海军副参谋长，文革后出任海军副司令员兼海军航空兵司令员。1966年6月任副师长。1969年5月任师长。1973年7月任海军副参谋长。1980年任海军航空兵部副司令员。1982年任海军副司令员。1983年8月至1990年4月兼任海军航空兵部司令员。1988年授予海军中将军衔，
1992年11月至1995年7月解放军副总参谋长。1994年5月晋升为上将军衔。